# Back to Black (singolo)
Back to Black è il terzo singolo tratto dall'album omonimo di Amy Winehouse. È stato pubblicato in Gran Bretagna il 30 aprile 2007 tramite Island Records, negli Stati Uniti il 3 luglio successivo e nel resto del mondo nel novembre dello stesso anno.
In Gran Bretagna il singolo ha avuto un grande impatto, ricevendo delle ottime recensioni da parte del canale BBC Channel 4 che gli ha assegnato 10 stelle su 10 e dal quotidiano Manchester Evening News che lo definì come «Uno dei migliori singoli del 2007».
Nel film documentario vincitore di un Oscar, intitolato Amy (2015) presenta una registrazione video inedita di Amy mentre registra la canzone con Mark Ronson, nel marzo 2006.
Back to Black è stata inclusa in diverse classifiche di fine anno e di fine decennio ed è inoltre considerata la canzone firma della Winehouse.

## Descrizione

### Produzione
Back to Black è stata scritta da Amy Winehouse e Mark Ronson con quest'ultimo che funge anche da produttore. La traccia è stata registrata in tre studi: Chung King Studios e Daptone Studios situati a New York e infine ai Metropolis Studios a Londra.
Back to Black esplora elementi della musica soul della vecchia scuola. Il suono e il ritmo della canzone sono stati descritti come simili alle canzoni dei gruppi musicali femminili vintage degli anni '60. La produzione della canzone è nota per avere utilizzato il metodo di registrazione Wall of Sound.

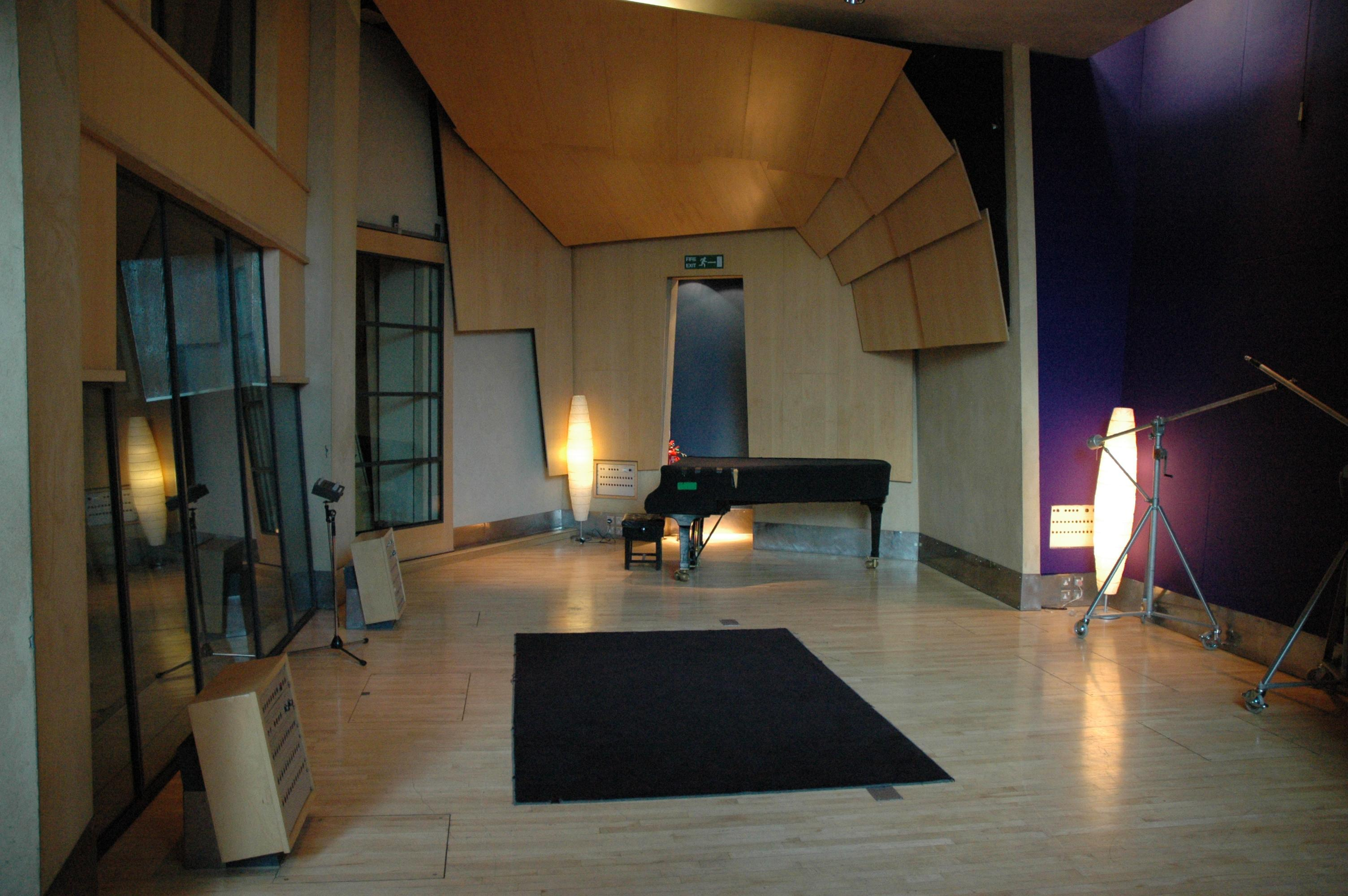
Stanza di registrazione ai Metropolis Studios

### Composizione
Per la composizione di Back to Black Amy si è ispirata alla sua problematica relazione con Blake Fielder-Civil. Quest'ultimo aveva lasciato Amy per un'ex fidanzata, lasciandola "nera" (black), cosa che potrebbe sembrare riferirsi al bere e alla depressione. Tuttavia, il "nero" a cui si riferisce è più probabilmente l'eroina, di cui era dipendente; infatti black è il secondo nome di strada più comune per riferirsi all'eroina a Los Angeles.
Amy esprime sentimenti di dolore e amarezza per un ragazzo che l'ha lasciata; tuttavia, in tutto il testo lei "rimane forte" come dimostra già nelle righe di apertura dicendo: « [...] io e la mia testa alta, e le mie lacrime asciutte, vado avanti senza il mio uomo». Il contenuto lirico della canzone consiste in un triste addio ad un rapporto con un testo schietto. Il giornalista di Slant Magazine Sal Cinquemani ha suggerito che Amy intendesse che il suo ormai ex marito fosse dedito alla cocaina e avesse ripreso a farne uso e non ad un'altra donna. Il titolo, Back to Black, in italiano può essere tradotto come Torno al lutto.

## Accoglienza
Il singolo è stato acclamato in tutto il mondo da parte della critica musicale. Un giornalista del sito web 4Music (di Channel 4) ha assegnato alla canzone dieci stelle su dieci in una recensione affermando che è riuscita a gestire bene il lavoro come i classici dei gruppi femminili degli anni '60 da cui è stata influenzata. Il giornalista ha continuato affermando "la moderna Amy, che scrive canzoni sull'amore, il sesso e la droga e sa bene cosa vuole e quello in cui crede, ma si fa comunque male in un modo in cui solo gli adulti possono essere feriti". Matt Harvey della BBC ha ritenuto che la canzone avesse ereditato la sonorità dei cantanti Phil Spector e Scott Walker e ha continuato: "Amy mostra il tipo di profondità vocale che Marc Almond ha sempre sognato". Il giornalista di AllMusic, John Bush ha trovato un'universalità nella canzone e ha ritenuto che persino Joss Stone avrebbe potuto portarla in cima alle classifiche musicali. Alex Denney dal sito web Drowned in Sound ha trovato "grinta e gravità" in Back to Black dimostrate con un "shuffle mozzafiato".
Nel 2007, la canzone è stata inclusa nella posizione numero 39 nella lista di Popjustice dei migliori brani dell'anno. Anche Slant Magazine lo ha inserito nella rispettiva lista dei migliori singoli dell'anno, con la recensione di Sal Cinquemani che dice: "Non è il momento di gloria solo per il cantante, ma anche per il produttore Mark Ronson". La rivista Rolling Stone ha inserito Back to Black al numero 98 nella lista delle 100 migliori canzoni del decennio elogiando la voce "tempestosa e piena di sentimento". I redattori di NME lo hanno posizionato al 61º posto nella lista delle migliori canzoni del decennio, affermando che la canzone ha dimostrato la vera profondità sentimentale dell'album. Hanno aggiunto inoltre: "Impassibile e con l'anima spezzata, il suo sguazzare consapevole ha parlato a chiunque abbia vissuto la sua stessa situazione". Justin Myers, scrivendo per la Official Charts Company, ha osservato che è la canzone più "angosciata" della cantante e allo stesso tempo è "incredibilmente autobiografica". Tim Chester di NME ha anche precisato che Back to Black è una canzone per cui la cantante dovrebbe essere ricordata per sempre.

## Video musicale
Nel video, interamente in bianco e nero, Amy va al funerale del suo cuore infranto dopo la separazione dal marito. All'inizio Amy si trova in una casa poi è in una macchina che fa parte del corteo funebre, verso la fine Amy guida il corteo funebre fino al cimitero dove viene celebrata la funzione, e alla fine del brano, Amy getta sulla bara un cumulo di terra e una rosa bianca, subito dopo appare la scritta "Riposa in pace, cuore di Amy Winehouse" ("R.I.P. the Heart of Amy Winehouse"). Ad ottobre 2023 il video musicale, pubblicato su YouTube il 23 dicembre 2009 e diretto da Phil Griffin, raggiunge un miliardo di visualizzazioni.

## Esibizioni dal vivo
Il 1º novembre 2007, Amy Winehouse si è esibita con il brano a Monaco di Baviera nell'ambito degli MTV Europe Music Awards, visibilmente alterata. In questa esibizione le parole delle tracce erano poco chiare e diverse da quelle originali.

## Successo commerciale

### Regno Unito
Prima della pubblicazione, il singolo è stato inserito nella classifica dei singoli del Regno Unito solo per i download per cinque settimane consecutive, raggiungendo il 40º posto. Il singolo ha raggiunto il numero 25 nel 2007, una volta pubblicato in formato fisico. La canzone ha trascorso 34 settimane non consecutive nella classifica britannica fino ad oggi. È rientrato assieme a Rehab in classifica. Con una vendita di 96 000 copie, Back to Black è finito come l'85° singolo più venduto del 2007 nel Regno Unito. Il 31 luglio 2011, dopo la sua morte e a quattro anni dalla pubblicazione, la canzone è rientrata nella UK Singles Chart, facendo debuttare la canzone nella top ten nel Regno Unito. A settembre 2014, Back to Black ha venduto 340 000 copie nel Regno Unito ed è il terzo singolo più venduto della Winehouse in quel paese.

### Stati Uniti d'America
In America, grazie alle numerose vendite digitali del singolo nel corso degli anni, Back to Black è stato certificato disco di platino dalla RIAA il 30 gennaio 2015 per aver raggiunto oltre un milione di vendite digitali.

### Europa
In Italia Back to Black è entrata nella classifica Top Singoli il 3 gennaio 2008 debuttando alla posizione numero 13 e abbandonandola a maggio dello stesso anno alla diciassettesima. Dopo la morte di Amy, nel 2011, il brano rientra in classifica e raggiunge la terza posizione. L'ultima settimana in classifica, che risale ad agosto 2011, l'ha passata al nono posto. Il 3 settembre del 2007 il singolo è stato certificato disco di platino dalla FIMI per aver venduto oltre 65 000 copie nel territorio italiano.
In Danimarca e Germania il singolo è stato certificato disco d'oro grazie alle vendite rispettivamente di oltre 15 000 e 150 000 copie, mentre in Svizzera è disco di platino grazie alle 30 000 copie vendute.

## Tracce
CD Singolo
1. Back to Black – 4:00
2. Valerie (Jo Whiley Live Lounge) – 3:53
3. Hey Little Rich Girl" (cover degli Specials) – 3:33
4. Back to Black (Video[33])

Edizione limitata singolo 7"
- Lato A

1. Back to Black – 4:00

- Lato B[34]

1. Back to Black (The Rumble Strips Remix) – 3:48

Download digitale – Remix & B-Sides EP (2015)
1. Back to Black (The Rumble Strips Remix) – 3:48
2. Back to Black (Mushtaq Vocal Remix) – 4:03
3. Back to Black (Original Demo) – 3:01
4. Back to Black (Vodafone Live at TBA) – 3:53
5. Back to Black (Steve Mac Vocal) – 6:03

12" maxi singolo
- Lato A

1. Back to Black (Steve Mac Vocal) – 6:12
2. Back to Black (Steve Mac Smack Dub) – 6:15

- Lato B

1. Back to Black – 4:00
2. Back to Black (Mushtaq Vocal Remix[37]) – 4:03

Singolo digitale
1. Back to Black (Original Demo) – 3:01

## Classifiche

### Classifiche settimanali
| Classifica (2007-08)        | Posizione massima |
| --------------------------- | ----------------- |
| Austria                     | 3                 |
| Belgio (Fiandre)            | 32                |
| Belgio (Vallonia)           | 12                |
| Danimarca                   | 38                |
| Europa                      | 69                |
| Germania                    | 8                 |
| Grecia                      | 1                 |
| Irlanda                     | 11                |
| Italia                      | 12                |
| Regno Unito                 | 25                |
| Repubblica Ceca             | 79                |
| Spagna                      | 19                |
| Svizzera                    | 10                |
| Classifica (2011)           | Posizione massima |
| Australia                   | 56                |
| Austria                     | 23                |
| Francia                     | 15                |
| Irlanda                     | 11                |
| Israele                     | 6                 |
| Italia                      | 3                 |
| Paesi Bassi                 | 18                |
| Regno Unito                 | 8                 |
| Spagna                      | 10                |
| Svizzera                    | 8                 |
| Stati Uniti (Digital Songs) | 55                |
| Classifica (2015)           | Posizione massima |
| Stati Uniti (Digital Songs) | 18                |

### Classifiche di fine anno
| Classifica (2007) | Posizione |
| ----------------- | --------- |
| Regno Unito       | 85        |
| Classifica (2010) | Posizione |
| Germania          | 48        |
| Classifica (2024) | Posizione |
| Francia           | 118       |

## Cover
Per la canzone sono state registrate molte cover di vari artisti; in particolare, spicca quella di Beyoncé e André 3000 che l'hanno interpretata per la colonna sonora del film del 2013, Il grande Gatsby, adattamento cinematografico dell'omonimo romanzo di Francis Scott Fitzgerald pubblicato nel 1925.
Nel film Black di Adil El Arbi e Bilall Fallah è possibile ascoltare un'interpretazione di Back to Black realizzata da Oscar and the Wolf.
Al Glastonbury Festival del 2019, Miley Cyrus e Mark Ronson si sono esibiti in Back to Black.

## Date di pubblicazione
| Paese               | Data             | Etichetta       | Nota   |
| ------------------- | ---------------- | --------------- | ------ |
| Regno Unito         | 30 aprile 2007   | Island Records  | [ 66 ] |
| Stati Uniti         | 3 luglio 2007    | Island Records  | [ 66 ] |
| Europa e vari paesi | 1º novembre 2007 | Universal Music | [ 66 ] |